# Tumba de Ferdousí
La Tumba de Ferdousí (en persa: آرامگاه فردوسی‎) es un complejo funerario compuesto de una base de mármol blanco y una estructura decorativa erigida en honor al poeta persa Ferdousí. Fue construida en Tus (Irán) a comienzos de los años 1930, bajo el reinado del sah Reza Pahleví, y utiliza principalmente elementos de la arquitectura aqueménida para ilustrar la riqueza cultural e histórica de Irán. La construcción del mausoleo, así como su diseño estético, refleja la situación cultural y geopolítica del Irán de entonces.

## Contexto histórico
El poeta persa Ferdousí, autor de la epopeya Shahnameh, murió en el año 1020 en Tus, la misma ciudad que le vio nacer. Su contribución literaria no fue apreciada en vida, sino que solo llegó a ser reconocida tras su muerte.
Durante cientos de años, su lugar de reposo no era más que un santuario menor erigido por un gobernante gaznávida del Gran Jorasán, sin una estructura permanente, en el jardín de su residencia, donde había sido originalmente enterrado por su hija. A comienzos del siglo XX, cobró una gran importancia en Irán la definición de su identidad nacional.

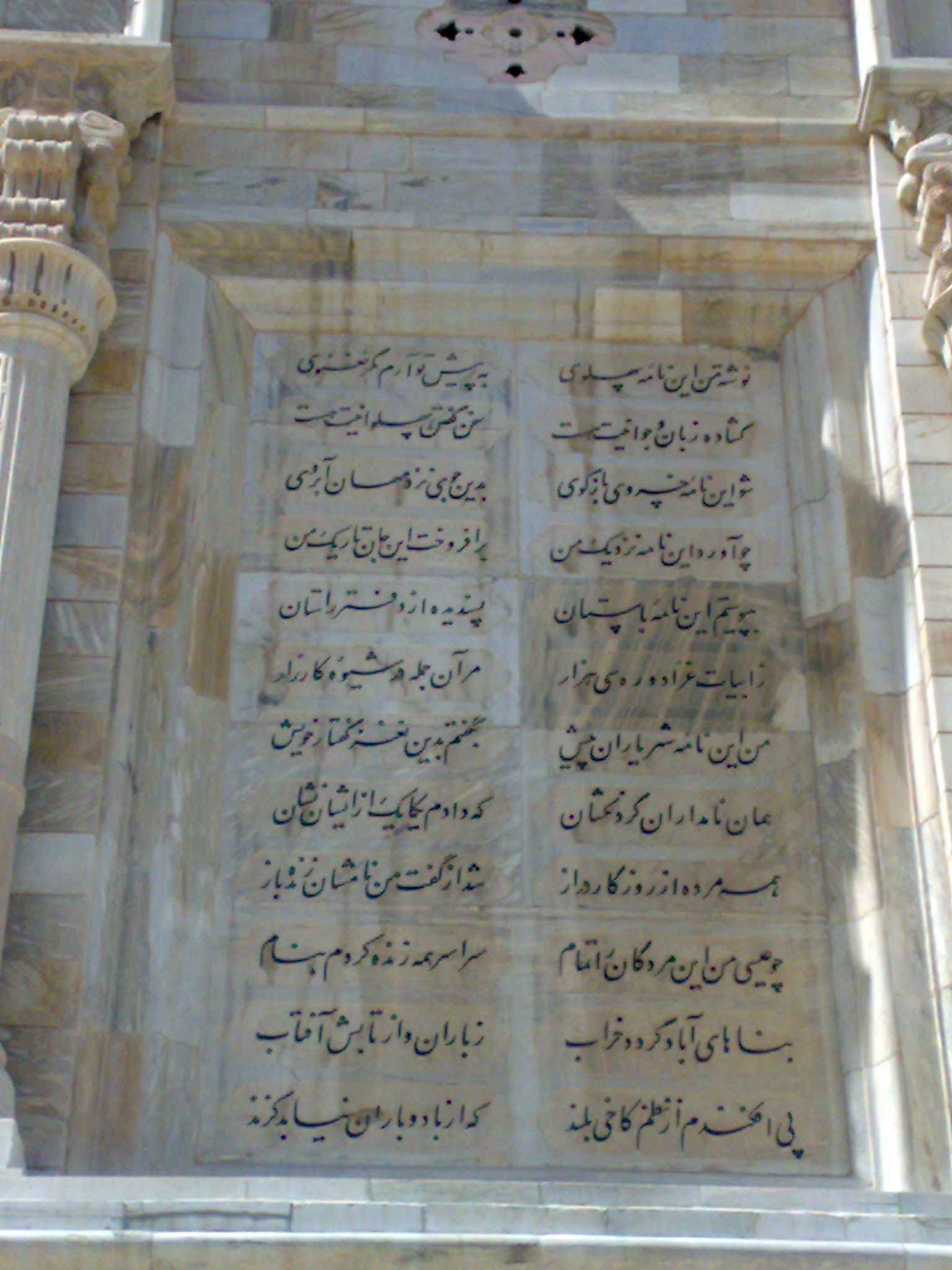
Una cara del mausoleo de Ferdousí.

No fue hasta 1934 que el gobierno iraní, entonces bajo el control de Reza Shah, primer rey de la dinastía Pahlaví, reconoció el valor cultural y literario de Ferdousí y erigió una tumba permanente en su honor. Asimismo, tuvo lugar una celebración del milenario de Ferdousí en la que se invitó a académicos de Tayikistán (entonces, parte de la Unión Soviética), India, Armenia y varios países de Europa (Alemania, Francia, Reino Unido, etc.), lo que conllevó que se recogieran fondos, principalmente de académicos parsis, que financiaron la construcción de una estatua que honrase al poeta en su tumba.[cita requerida] La familia Pahlaví utilizó a Ferdousí como un vector para promover el prestigio cultural Irán, pero ello casi provocó, durante la Revolución Islámica, la destrucción de la tumba de Ferdousí a manos de los revolucionarios.

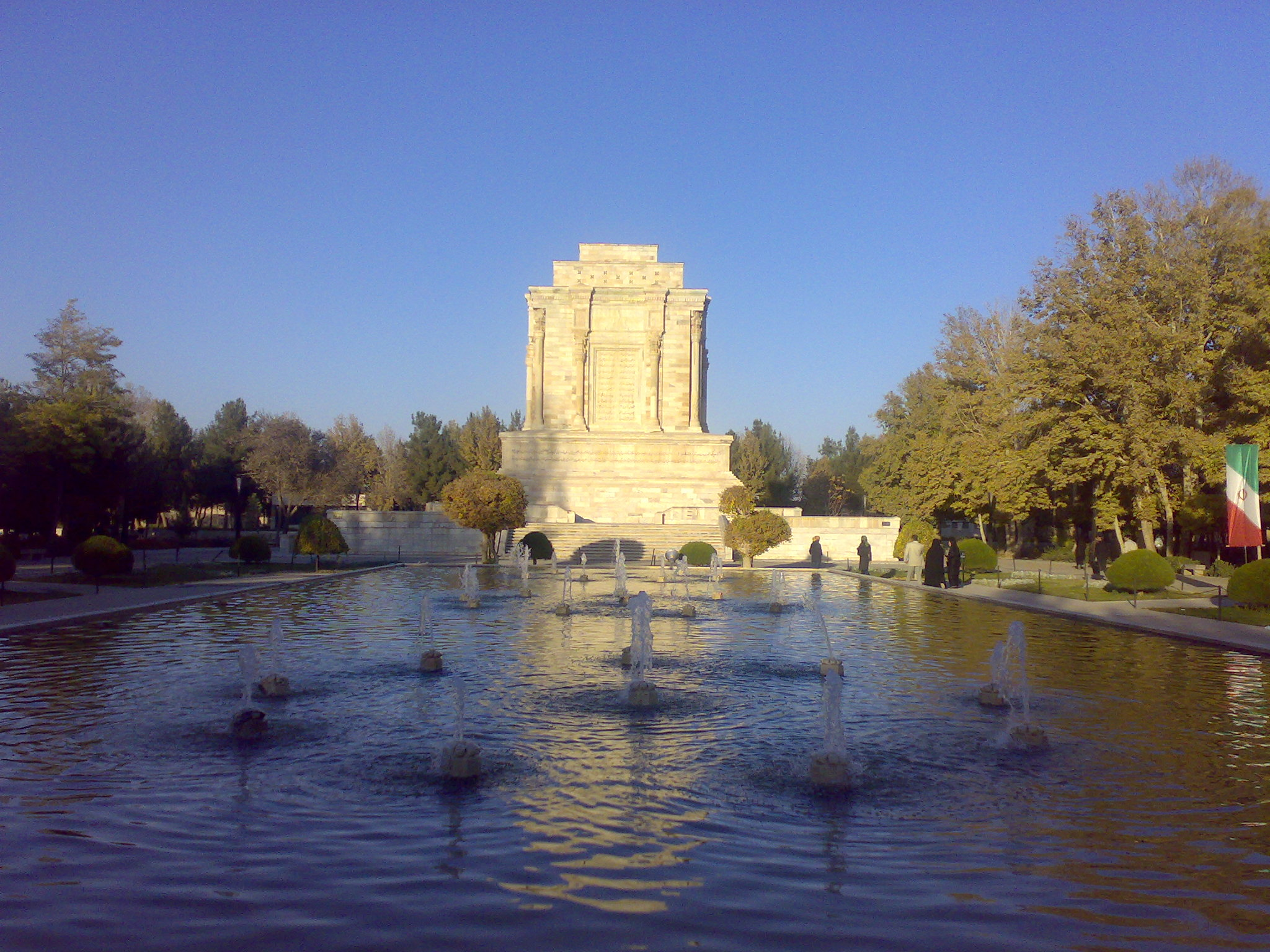
Tumba de Ferdousí, en Tus (Irán).

La tumba fue diseñada por el arquitecto iraní Haj Hossein Lurzadeh, quien, además de esta obra, también diseñó unas 842 mezquitas, el palacio privado de Ramsar, parte de la decoración del Palacio de Mármol, la Mezquita Imán Huséin de Tehran, la Mezquita Motahari y varias partes del santuario Hazrat-i-Seyyed-o-Shouhada de Kerbala (Irak). El diseño actual se debe, además, a Karim Taherzadeh, quien sustituyó el diseño original en forma de cúpula de Lurzadeh por un diseño cúbico, que sigue presente en la actualidad.
La tumba de Ferdousí está construida según el estilo aqueménida, inspirándose de forma especial en la tumba de Ciro el Grande. Hay un vínculo claro entre la elección de este estilo arquitectónico y la situación política del Irán de la época. Cuatro años antes de la llegada al poder de Reza Shah, en 1922, un grupo de reformistas seculares iraníes creó la Sociedad para el Patrimonio Nacional (SPN, o, en persa, anjoman-e asar-e meli). Formada principalmente por intelectuales educados en Occidente y con ideas reformistas, como Abdolhoséin Teimurtash, Hasán Pirnia, Mostoufi ol-Mamalek, Mohammad Ali Foroughi, Firuz Mirza Firus Nosrat al-Douleh y Keijosrou Shahroj, la SPN tuvo un papel crítico en la obtención de fondos del parlamento iraní. Keijosrou Shahroj, representante zoroastrista en el Parlamento tuvo una especial relevancia en el resurgimiento de la arquitectura aqueménida y sasánida en Irán en los años 1930.